# Покахонтас (Арканзас)
Покахонтас (енгл. Pocahontas) град је у америчкој савезној држави Арканзас.

## Демографија
По попису из 2010. године број становника је 6.608, што је 90 (1,4%) становника више него 2000. године.
| Група             | 2000.         | 2010.         |
| Белци             | 6.304 (96,7%) | 6.267 (94,8%) |
| Афроамериканци    | 72 (1,1%)     | 65 (1,0%)     |
| Азијати           | 5 (0,1%)      | 17 (0,3%)     |
| Хиспаноамериканци | 58 (0,9%)     | 158 (2,4%)    |
| Укупно            | 6.518         | 6.608         |